# Дмитрівська сільська рада (Золотоніський район)
Дми́трівська сільська́ ра́да — колишня адміністративно-територіальна одиниця та орган місцевого самоврядування в Золотоніському районі Черкаської області. Адміністративний центр — село Дмитрівка.

## Загальні відомості
- Населення ради: 1 514 особи (станом на 2001 рік)

## Населені пункти
Сільській раді були підпорядковані населені пункти:
- с. Дмитрівка
- с. Матвіївка

## Склад ради
Рада складалася з 16 депутатів та голови.
- Голова ради: Іллічова Любов Микитівна
- Секретар ради: Манжула Валентина Миколаївна

### Керівний склад попередніх скликань
| Прізвище, ім'я, по батькові | Основні відомості                                                         | Дата обрання | Дата звільнення |
| --------------------------- | ------------------------------------------------------------------------- | ------------ | --------------- |
| Іллічова Любов Микитівна    | Сільський голова, 1954 року народження, освіта вища, позапартійна         | 26.03.2006   | 31.10.2010      |
| Іллічова Любов Микитівна    | Сільський голова, 1954 року народження, освіта вища, член Партії регіонів | 31.10.2010   |                 |

Примітка: таблиця складена за даними сайту Верховної Ради України

### Депутати
За результатами місцевих виборів 2010 року депутатами ради стали:

#### За суб'єктами висування
| Суб'єкт висування            | Кількість обраних депутатів | %    |
| ---------------------------- | --------------------------- | ---- |
| Самовисування                | 14                          | 87,5 |
| Партія регіонів              | 1                           | 6,3  |
| Соціалістична партія України | 1                           | 6,3  |

#### За округами
| № округу                     | Прізвище, ім'я, по батькові  | Дата визнання обраним | Освіта             | Партійна приналежність | Відомості про обраного депутата                     |
| ---------------------------- | ---------------------------- | --------------------- | ------------------ | ---------------------- | --------------------------------------------------- |
| Партія регіонів              |                              |                       |                    |                        |                                                     |
| 2                            | Манжула Оксана Вікторівна    | 02.11.2010            | середня спеціальна | член Партії регіонів   | Дмитрівська с/р, бухгалтер                          |
| Соціалістична партія України |                              |                       |                    |                        |                                                     |
| 5                            | Цинда Наталія Олексіївна     | 02.11.2010            | середня спеціальна | позапартійна           | Дмитрівська лікарська амбулаторія, медсестра        |
| Самовисування                |                              |                       |                    |                        |                                                     |
| 1                            | Гмиря Василь Миколайович     | 02.11.2010            | середня спеціальна | позапартійний          | Золотоніська ЛППМГУ, оператор ГРС                   |
| 3                            | Лелека Світлана Миколаївна   | 02.11.2010            | вища               | позапартійна           | Дмитрівський НВК, вчитель                           |
| 4                            | Васюк Валентина Іванівна     | 02.11.2010            | середня спеціальна | позапартійна           | СТОВ Пальміра, бухгалтер                            |
| 6                            | Манжула Валентина Миколаївна | 02.11.2010            | середня            | позапартійна           | Дмитрівська с/р, секретар                           |
| 7                            | Карась Раїса Володимирівна   | 02.11.2010            | вища               | позапартійна           | Дмитрівський НВК, вчитель                           |
| 8                            | Бурдонос Олена Олександрівна | 02.11.2010            | вища               | позапартійна           | СТОВ "Пальміра"Відділ Дмитрівка, обліковець         |
| 9                            | Бабич Валентина Михайлівна   | 02.11.2010            | середня спеціальна | член Партії регіонів   | Дмитрівська с/р, рахівник-касир                     |
| 10                           | Коваль Зоя Борисівна         | 02.11.2010            | середня спеціальна | член Партії регіонів   | Відділення зв'язку с., начальник відділення зв'язку |
| 11                           | Мартинюк Наталія Василівна   | 02.11.2010            | вища               | позапартійна           | Дмитрівський НВК, вчитель                           |
| 12                           | Батир Олена Михайлівна       | 02.11.2010            | вища               | позапартійна           | Дмитрівська с/рада, гол. бух.                       |
| 13                           | Василина Любов Миколаївна    | 02.11.2010            | середня спеціальна | позапартійна           | Дмитрівська с/р, землевпорядник                     |
| 14                           | Стеблина Наталія Михайлівна  | 02.11.2010            | середня спеціальна | позапартійна           | СТОВ Пальміра, старший бух.                         |
| 15                           | Білоус Валентина Яківна      | 02.11.2010            | вища               | позапартійна           | Дмитрівська дитяча установа, вихователь             |
| 16                           | Тарасенко Леонід Леонідович  | 02.11.2010            | вища               | позапартійний          | єгерь                                               |

## Природно-заповідний фонд
На землях, що належать сільраді, розташовано ботанічний заказник місцевого значення «Пташині острови».